# Brutality (banda)
Brutality es una banda estadounidense de death metal, originaria de Tampa, Florida. El grupo firmó con Nuclear Blast Records en la década de 1990.

## Historia
El grupo se formó en 1986 bajo el nombre de Abominación y poco después lanzó su primer demo homónimo. En 1988, cambiaron su nombre a Brutality y lanzaron su segundo demo, también llamado Brutality . El tercer demo de la banda, Dimension Demented, fue grabado en 1990 y tres canciones fueron lanzadas más tarde en un 7 pulgadas llamado "Hell On Earth" con Gore Records. Metamorphosis, el cuarto demo de la banda, siguió en 1991 en Wild Rags Records. En 1992, la formación de la banda estaba formada por Scott Riegel en la voz, Jay Fernandez en la guitarra, Don Gates en la guitarra, Jeff Acres en el bajo y la voz y Jim Coker en la batería. Poco después, firmaron con Nuclear Blast Records. Después de lanzar un EP de 7 pulgadas titulado "Sadistic" en 1992, grabaron su álbum debut Screams of Aangustia en 1993, y procedieron a realizar una gira europea con Hypocrisy a principios de 1994. Su segundo álbum de larga duración, When the Sky Turns Black, fue lanzado en Estados Unidos en diciembre de 1994 y en Europa en enero de 1995. Una segunda gira europea siguió en 1995, apoyando a Bolt Thrower . El guitarrista Bryan Hipp se había unido a la banda para When the Sky Turns Black, y los guitarristas Dana Walsh y Pete Sykes se unieron a la banda a tiempo para el lanzamiento de su tercer álbum In Mourning, en 1996. La banda se separó en 1997. En 2008, los tres álbumes fueron remasterizados y lanzados en el sello polaco Metal Mind Productions . En 2011, lanzaron una caja que contenía tres CD con material raro, así como sus cintas de demostración de 1986 a 1992. La caja también contiene un póster y un DVD en vivo. La banda se reformó en 2012 con la formación completa de Screams of Angue, y en 2013 lanzó un EP que contenía dos nuevas canciones tituladas "Ruins of Humans". La banda lanzó su cuarto álbum, Sea of Ignorance, en enero de 2016 en Ceremonial Records; el álbum obtuvo un lanzamiento europeo en Mighty Music en 2017. La banda actuó en Maryland Deathfest en 2019 y comenzó a trabajar en material para su próximo álbum. La banda se separó brevemente en 2020, pero se reformó en 2021 y anunció el lanzamiento de 'Sempieternity', una compilación que contiene nuevas canciones, regrabaciones y material en vivo.

## Discografía
- Abominación (demostración, 1987)
- Brutalidad (demostración, 1988)
- Dimensión demente (demostración, 1990)
- Metamorfosis (demostración, 1991)
- Brutalidad 1992 (demostración, 1992)
- Gritos de angustia ( Nuclear Blast Records, 1993)
- Cuando el cielo se vuelve negro (Nuclear Blast, 1994)
- De luto (Explosión nuclear, 1996)
- Demostración 2003 (demostración, 2003)
- Las demostraciones (Boxset, 2011)
- Ruinas de humanos (EP, 2013)
- devastación orquestada lo mejor de (compilación 2014)
- Mar de ignorancia (Registros ceremoniales, 2016)
- The Complete demos 1987-1991 (Recopilación-VIC records 2021)
- Sempiternity (Recopilación-Emanzipation Productions 2022)

## Integrantes

### Actuales
- Jeff Acres - voz, bajo (1987-1996, 2001-2005, 2012-presente)
- Scott Riegel - voz (1992-1996, 2001-2005, 2012-presente)
- Jay Fernandez - guitarras (1991-1993, 2012-presente)
- Ronnie Parmer - batería (2017-presente)
- Jarrett Pritchard - guitarras (2019-presente)

### Anteriores
- Bryan Hipp - guitarra (1993-1995)
- Dana Walsh - guitarra (1995-1997)
- Pete Sykes - guitarra (1996-1997)
- Larry Sapp - guitarra, voz (1986-1991)
- Donnie Yanson - batería (1986-1987)
- Kenny "Foz" Karg - batería (1987-1988)
- Bill Benson - guitarra (1987)
- Tim Mitchell - guitarra (1988)
- Don Gates - guitarra (1988-1994, 2001-2005, 2012-2014)
- Jim Coker - batería (1988-1996, 2001-2005, 2012-2014)
- Angelo Duca - batería (ca. 2008)
- Demian Heftel - guitarra (ca. 2008)
- Earl "Maddog" Zambozilla - batería (2012)
- Duane Timlin - batería (2014)
- Alex Márquez - batería (2015)
- Ruston Grosse - batería (2015-2016)
- Jason Schwartzwalder - guitarra (2017-2019)